# Dandridge
Dandridge és una població dels Estats Units a l'estat de Tennessee. Segons el cens del 2000 tenia 2.078 habitants.

## Demografia
Segons el cens del 2000, Dandridge tenia 2.078 habitants, 749 habitatges, i 516 famílies. La densitat de població era de 150 habitants/km².
Dels 749 habitatges en un 27,9% hi vivien nens de menys de 18 anys, en un 54,7% hi vivien parelles casades, en un 11,5% dones solteres, i en un 31% no eren unitats familiars. En el 28,3% dels habitatges hi vivien persones soles el 10,8% de les quals corresponia a persones de 65 anys o més que vivien soles. El nombre mitjà de persones vivint en cada habitatge era de 2,3 i el nombre mitjà de persones que vivien en cada família era de 2,81.
Per edats la població es repartia de la següent manera: un 24% tenia menys de 18 anys, un 7,8% entre 18 i 24, un 26,3% entre 25 i 44, un 21,8% de 45 a 60 i un 20,2% 65 anys o més.
L'edat mediana era de 39 anys. Per cada 100 dones de 18 o més anys hi havia 87,4 homes.
La renda mediana per habitatge era de 34.167 $ i la renda mediana per família de 40.357 $. Els homes tenien una renda mediana de 31.667 $ mentre que les dones 21.176 $. La renda per capita de la població era de 19.753 $. Entorn del 9,4% de les famílies i el 13,1% de la població estaven per davall del llindar de pobresa.

## Poblacions més properes
El següent diagrama mostra les poblacions més properes.